# أستراليا المفتوحة 1974
هنا قائمة ببطولات أستراليا المفتوحة لسنة 1974:

## الكبار

### فردي رجال
جيمي كونرز () هزم فيل دينت (), 7-6, 6-4, 4-6, 6-3

### فردي سيدات
إيفون غولاغونغ () هزم كريس إيفرت (), 7-6, 4-6, 6-0